# Rypticus nigripinnis
Rypticus nigripinnis är en fiskart som beskrevs av Gill, 1861. Rypticus nigripinnis ingår i släktet Rypticus och familjen havsabborrfiskar. IUCN kategoriserar arten globalt som livskraftig. Inga underarter finns listade i Catalogue of Life.